# Quand vient l'hiver
Pour plus de détails, voir Fiche technique et Distribution.
Quand vient l'hiver (titre original : If Winter Comes) est un film américain réalisé par Victor Saville, sorti en 1947.

## Synopsis
Dans le village anglais de Penny Green en 1939, Mark Saber, auteur et éditeur, est malheureusement marié à Mabel, une femme froide et sans humour qui passe généralement ses journées à bavarder en frivolité avec les citadins. Lorsque Mark apprend que son ancien amour de jeunesse, Nona Tybar, revient à Penny Green, il est, contrairement à sa femme, ravi de cette visite. Bien que Nona soit mariée à Tony Tybar, elle est toujours amoureuse de Mark. Mabel est bien consciente des sentiments de son époux pour Nona et l'encourage à passer du temps avec elle, pensant ainsi qu'il décidera éventuellement avec qui il veut passer le reste de sa vie.
Alors que la Deuxième Guerre Mondiale commence, Tony est appelé dans l'armée et Mark tente de se joindre aussi au combat mais un médecin lui découvre une maladie cardiaque et l'en empêche pour cette raison. Nona décide de quitte Penny Green pour rejoindre la Women's Auxiliary Air Force et la vie redevient plus calme pour Mark, jusqu'à ce qu'Effie Bright, qui a été reniée par son père pour être tombée enceinte sans être mariée, se tourne vers lui pour obtenir de l'aide.
Il l'aide en l'a laissant vivre chez lui pendant qu'il cherche une meilleure situation pour elle. Cette situation provoque alors un grand scandale et les citadins dénoncent bientôt Mark. Il perd ainsi son emploi en raison d'une clause de moralité et Mabel l'abandonne en croyant qu'il est le père du bébé d'Effie. Cette dernière, qui était déjà en état de stress mental parce que le vrai père du bébé ne lui a jamais écrit, se suicide en s'empoisonnant. Lors de l'enquête visant à déterminer la cause du décès d'Effie, de nombreux témoins donnent des preuves anecdotiques suggérant une relation sexuelle entre Mark et Effie. Nona apparaît, après avoir appris la mort de Tony à la guerre, et fait un court discours pour défendre Mark. L'enquête détermine que la cause du décès d'Effie était bien le suicide, bien qu'ils blâment Mark pour son comportement.
De retour à la maison, Mark est plus que jamais désemparé en trouvant une note qui lui est adressée par Effie. Dans celui-ci, elle nomme l'identité du père de son bébé, à savoir Harold Twyning, le fils de l'ancien collègue de Mark. furieux d'apprendre cela, il va affronter le père du jeune Twyning, mais quand il y arrive chez lui, il constate que l'homme est affligé de chagrin. Il vient de recevoir la nouvelle que son fils a été tué est mort au champ d'honneur. Mark décide alors de ne pas partager la lettre avec lui, mais au moment où il est sur le point de la brûler, il fait une crise cardiaque et s'évanouit. Des semaines passent durant son rétablissement et Nona revient voir Mark régulièrement. Lui ayant montré la lettre, ils décident de la brûler et d'élever le bébé d'Effie Bright et de Harold Twyning comme le leur.

## Fiche technique
- Titre : Quand vient l'hiver
- Titre original : If Winter Comes
- Réalisation : Victor Saville
- Scénario : Marguerite Roberts et Arthur Wimperis, d'après le roman de A.S.M. Hutchinson
- Photographie : George J. Folsey
- Montage : Ferris Webster
- Musique : Herbert Stothart
- Direction artistique : Cedric Gibbons et Hans Peters
- Décors plateau : Henry Grace et Edwin B. Willis
- Costumes : Irene
- Producteur : Pandro S. Berman
- Société de production : Metro-Goldwyn-Mayer et Loew's
- Pays d’origine :  États-Unis
- Langue originale : anglais américain
- Format : noir et blanc – 35 mm – 1,37:1 – mono (Western Electric Sound System)
- Genre : drame
- Durée : 97 minutes
- Dates de sortie :
  - États-Unis : 31 décembre 1947
  - France : 29 mars 1949

## Distribution
- Walter Pidgeon : Mark Sabre
- Deborah Kerr : Nona Tybar
- Angela Lansbury : Mabel Sabre
- Binnie Barnes : Natalie Bagshaw
- Janet Leigh : Effie Bright
- Dame May Whitty : Mme Perch
- René Ray : Sarah 'Low Jinks'
- Virginia Keiley : Rebecca 'High Jinks'
- Reginald Owen : M. Fortune
- John Abbott : M. Twyning
- Rhys Williams : M. Bright
- Hugh French : Tony Tyber
- Dennis Hoey : Tiny Wilson
- Nicholas Joy : M. Pettigrew

Et, parmi les acteurs non crédités
- Leonard Carey : officiel
- Wyndham Standing : docteur à Londres